# Acacia montigena
Acacia montigena é uma espécie de leguminosa do gênero Acacia, pertencente à família Fabaceae.